# Бризгалово (Нюксенський район)
Бризга́лово (рос. Брызгалово) — присілок у складі Нюксенського району Вологодської області, Росія. Входить до складу Городищенського сільського поселення.

## Населення
Населення — 4 особи (2010; 16 у 2002).
Національний склад (станом на 2002 рік):
- росіяни — 100 %